# Luci Mamili Vítul
Luci Mamili Vítul o Vitul (en llatí: Lucius Mamilius Q. F. M. N. Vitulus) va ser un magistrat romà que va viure al segle iii aC. Formava part de la gens Mamília i era de la família dels Vítul.
Va ser elegit cònsol de Roma l'any 265 aC amb Quint Fabi Màxim Gurges un any abans de què comencés la Primera Guerra Púnica.